# Kameke (Adelsgeschlecht)

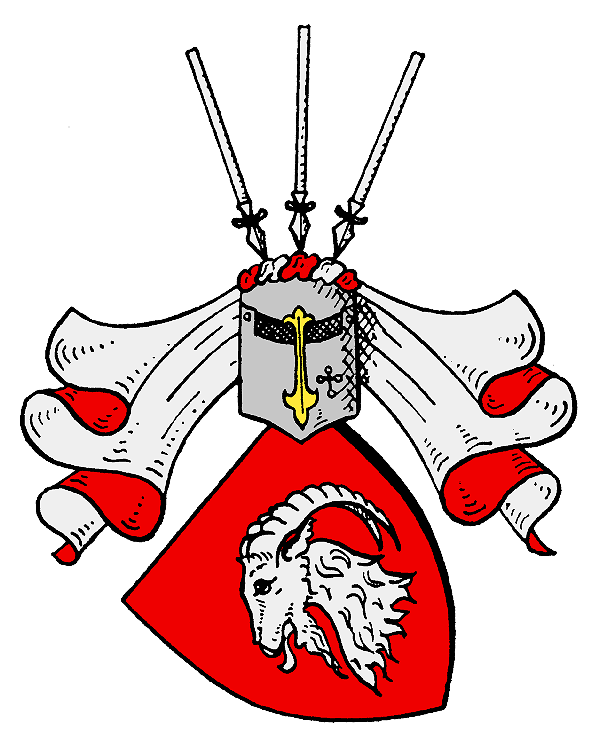
Wappen derer von Kameke

Kameke (auch Kamecke, Kamke, Kamike oder Kamnick) ist der Name eines alten pommerschen Adelsgeschlechts. Die Herren von Kameke gehören zum Uradel in Vorpommern bzw. im Herzogtum Pommern-Wolgast. Als ihr Stammsitz gilt der heute nicht mehr existierende Ort Camik auf der Insel Usedom.

## Geschichte

### Herkunft
Das Geschlecht ist stammesverwandt mit der Familie von Bonin, die auch denselben Wappenschild führen. Eine in älterer Literatur genannte Abstammung vom Grafengeschlecht von Capri (Capris) in Italien ist genealogisch nicht nachweisbar.
Camik, der Stammsitz des Geschlechts, wird vor allem in älterer genealogischer und regionalhistorischer Literatur mit Kamminke auf Usedom gleichgesetzt, obwohl der Ort von verschiedenen Historikern bereits seit Mitte des 19. Jahrhunderts westlich von Pudagla lokalisiert wird.
Der erste bekannte Ahnherr der Familie  ist Michael von Kameke, der in einer Urkunde aus dem Jahr 1263 erwähnt  wird. Zweige der Familie bestehen bis heute. 1298 wird der Ritter Peter de Kamik in einer Urkunde genannt. Der Leitname Peter wurde noch bis zum 17. Jahrhundert häufig an Mitglieder der Familie vergeben. Sein gleichnamiger Nachkomme Peter Kameke war Rat des Herzogs Johann Friedrich von Pommern (Herzog von Pommern-Stettin von 1569 bis 1600). Ein weiterer Peter Kameke († 1615) stand 42 Jahre lang, unter anderem als Geheimrat, Hofmarschall und Schlosshauptmann, in den Diensten verschiedener pommerscher Herzöge.

### Verbreitung
Angehörige der Familie gelangten auch nach Kurbrandenburg und bekleideten hohe Staats-, Hof- und Militärämter im Dienst der brandenburgischen Kurfürsten. Ernst Bogislav von Kameke (1674–1726) aus dem Haus Friedrichfelde, Herr auf Cordeshagen und Hohenfelde, wurde 1709 königlich-preußischer Kammerherr, Obermarschall, Generalpostmeister und Oberdomänendirektor. Unter seiner Leitung wurden die auf Erbpacht überlassenen königlichen Ämter und Güter in Zeitpacht umgewandelt. Durch diese Reform konnte der staatliche Einfluss und die Einkünfte der Krondomänen erheblich gestärkt werden.
Paul Anton von Kameke aus dem Haus Strachmin (1674–1717) stand in hoher Gunst bei König Friedrich I. von Preußen. Er ernannte ihn schon mit 22 Jahren zum Kompaniechef und später zum Oberst der königlichen Leibgarde. 1715 kämpfte er als Generalmajor im Pommernfeldzug gegen die Schweden und nahm mit Auszeichnung an der Belagerung und Eroberung von Stralsund teil. Aber schon 1716 wurde er aus dem Kriegsdienst entlassen und starb 1717 erst 43-jährig in Strachmin. Zuvor hatte er noch Güter im Oberbarnim übernommen und Schloss Prötzel zur Ausstattung seiner Söhne errichten lassen. Sein Sohn Friedrich Paul von Kameke (1711–1769) ließ von 1729 bis 1736 am Pariser Platz in Berlin durch den Baumeister Johann Friedrich Grael das Palais Kameke (seit 1798 Palais Redern) erbauen.
Ein bedeutender Vertreter der neueren Zeit war der preußische General der Infanterie Georg von Kameke (1817–1893). 1873 bis 1883 wurde er, als Nachfolger von Albrecht von Roon, preußischer Kriegsminister.
Eine Linie saß in Brüssow im Landkreis Greifswald, sie waren dort Mitglied des Kreistages. 1929 kam Schloss Wrangelsburg durch Erbschaft in den Besitz von Karz von Kameke, der 1945 enteignet wurde. Ebenfalls durch Erbschaft von der Familie von Homeyer gelangte 1937 Ranzin in die Familie und wurde 1945 enteignet.
1922 gründete Kartz von Kameke in Bösel bei Oldenburg das nach ihm benannte Moorgut Kartzfehn, das seit 1957 zu einem der größten Putenvermehrungsbetriebe Europas wurde.

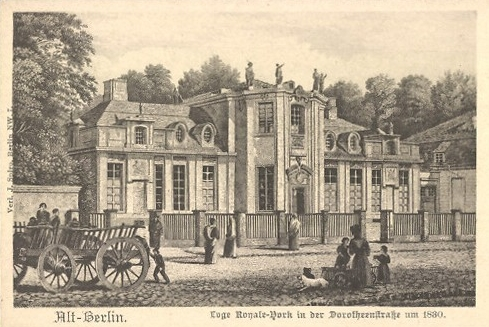
Villa Kamecke, Dorotheenstraße in Berlin, erbaut 1711–1712 von Andreas Schlüter
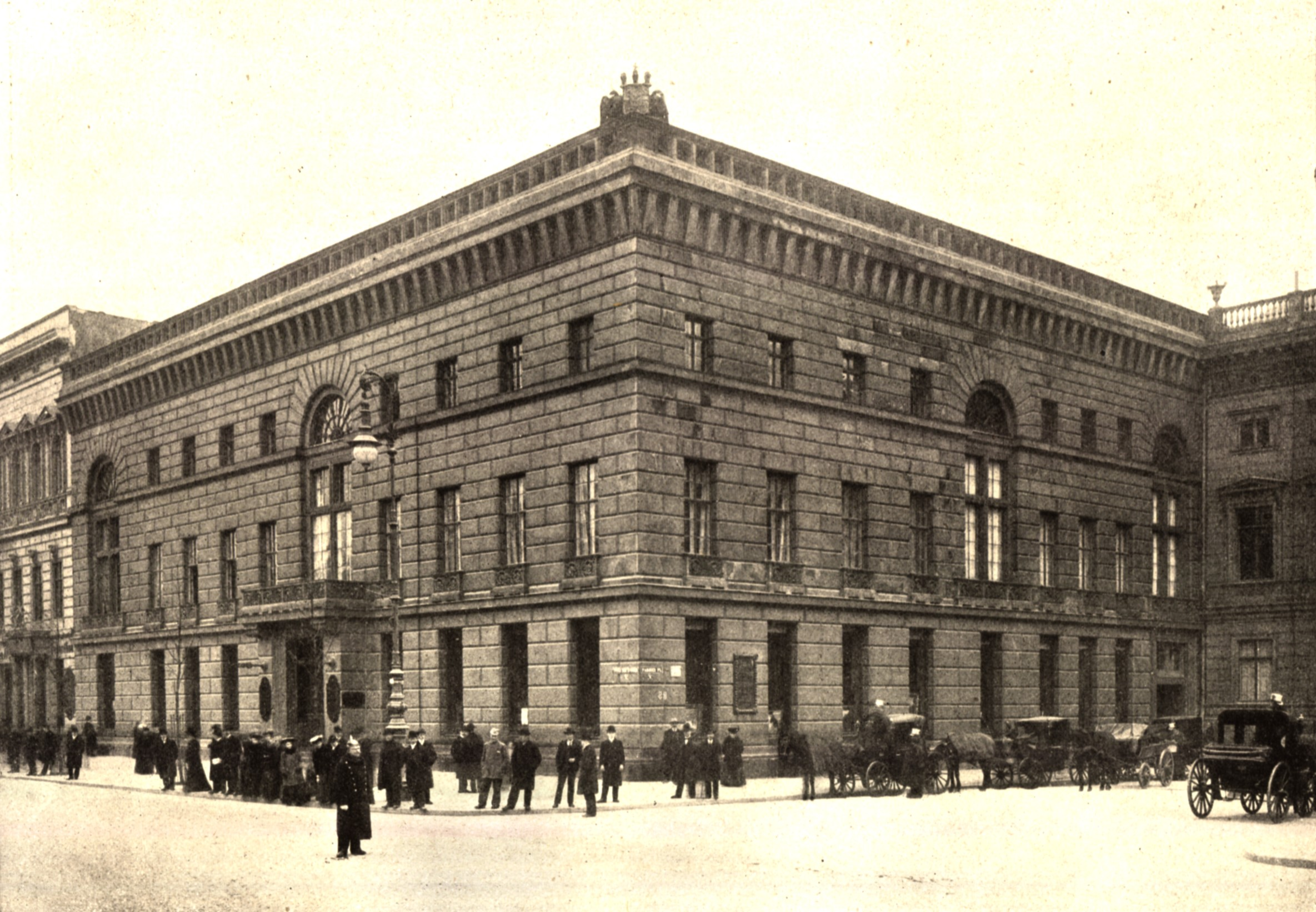
Palais Kameke, Pariser Platz, Berlin, erbaut 1729–1736 von Johann Friedrich Grael
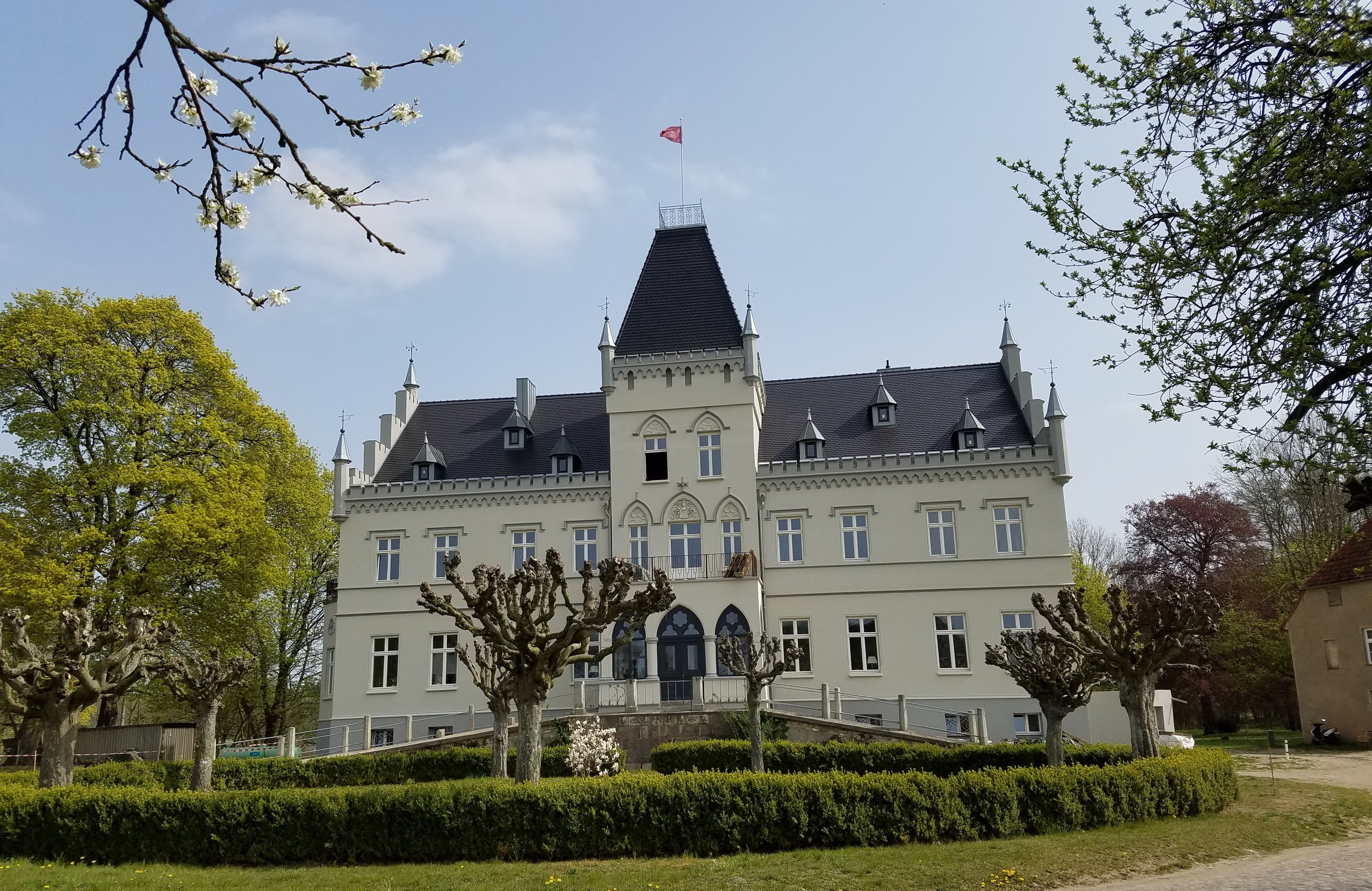
Schloss Wrangelsburg
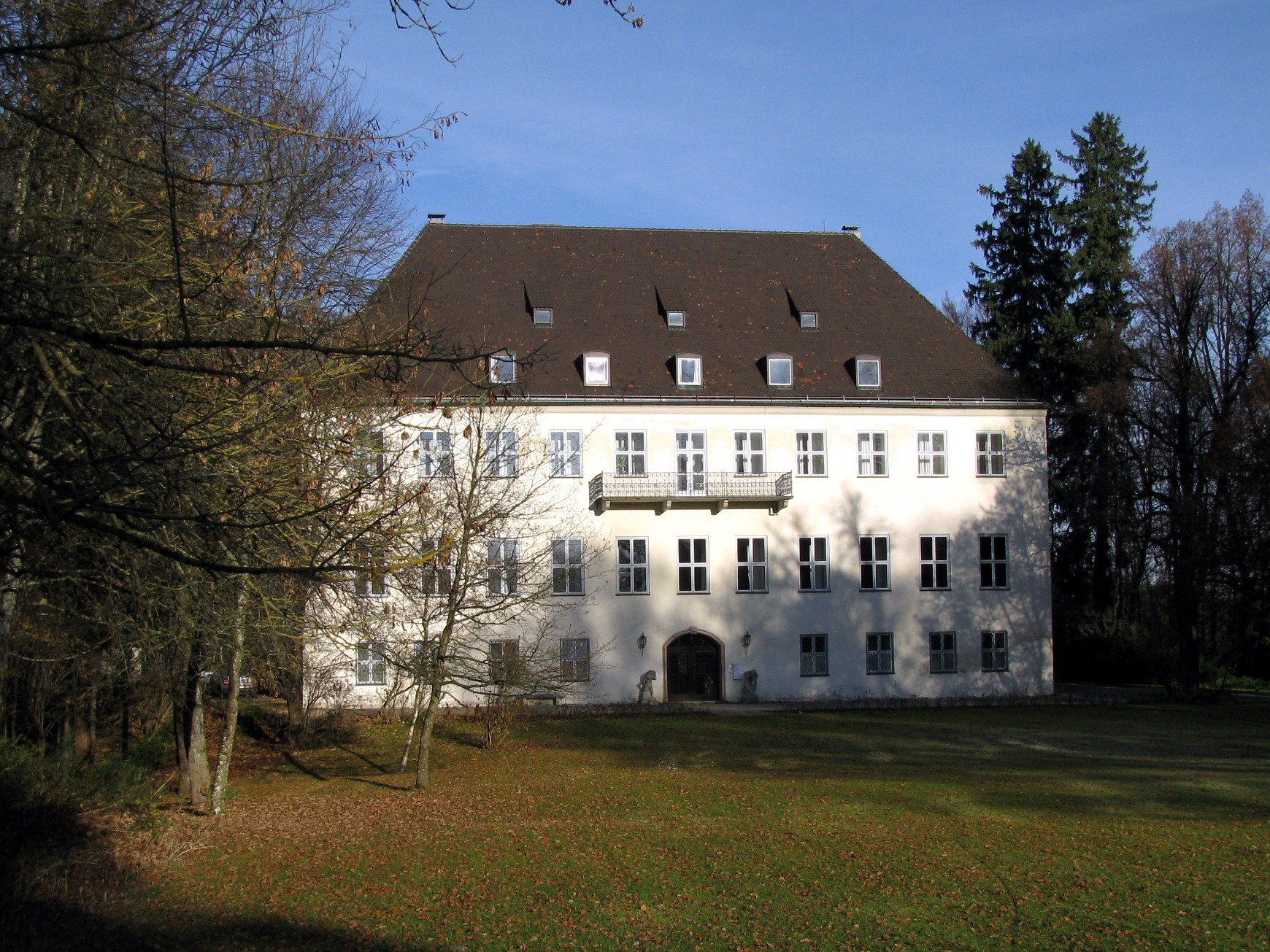
Schloss Wallenburg
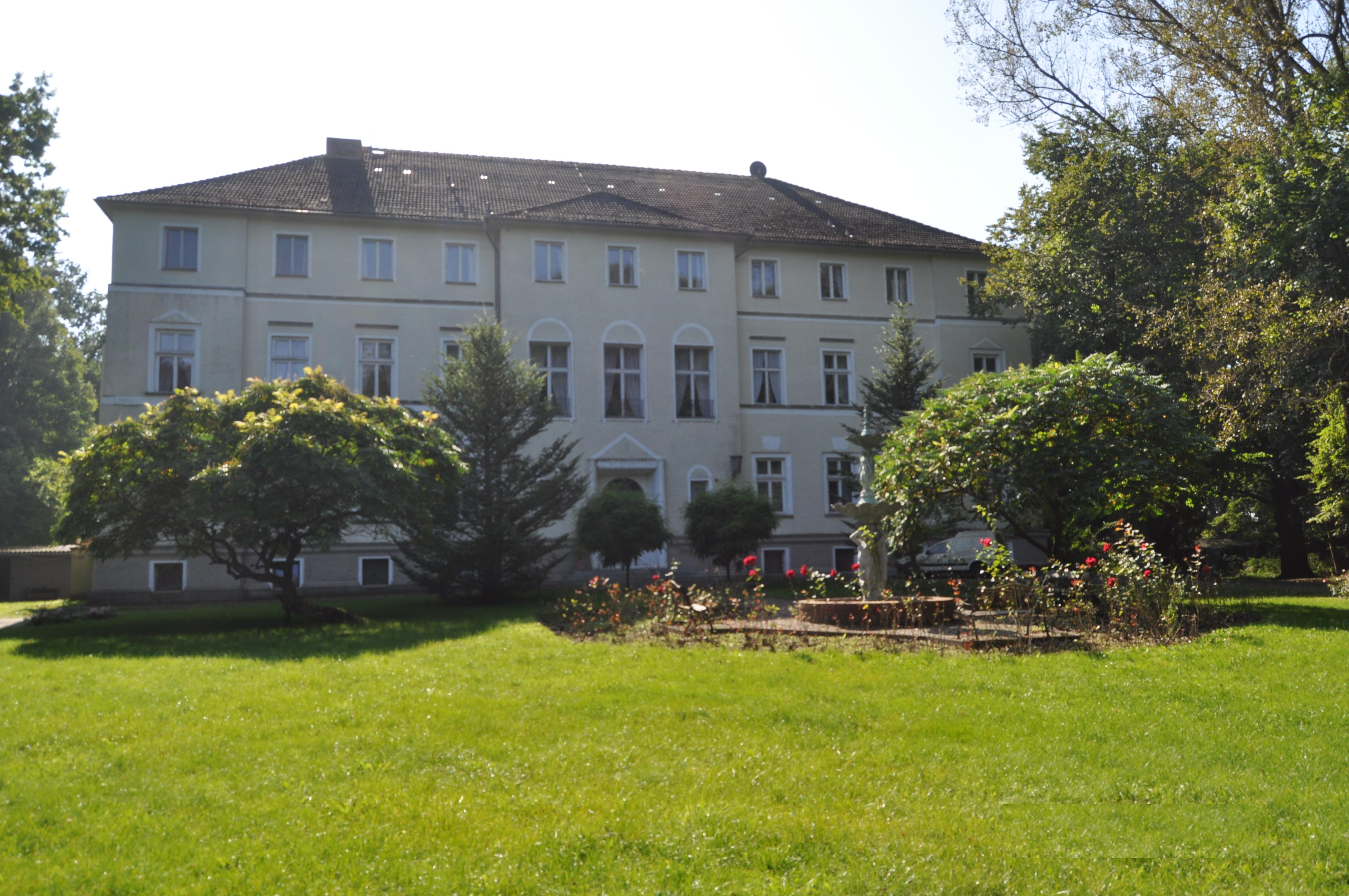
Schloss Ranzin

### Standeserhebung
Friedrich Paul von Kameke (1711–1769), Rittmeister im preußischen Regiment Gensdarmes und Schlosshauptmann, wurde von Friedrich dem Großen am 28. Juli 1740 in den preußischen Grafenstand erhoben. Allerdings erlosch die gräfliche Linie schon 1841, knapp 100 Jahre später.

## Wappen

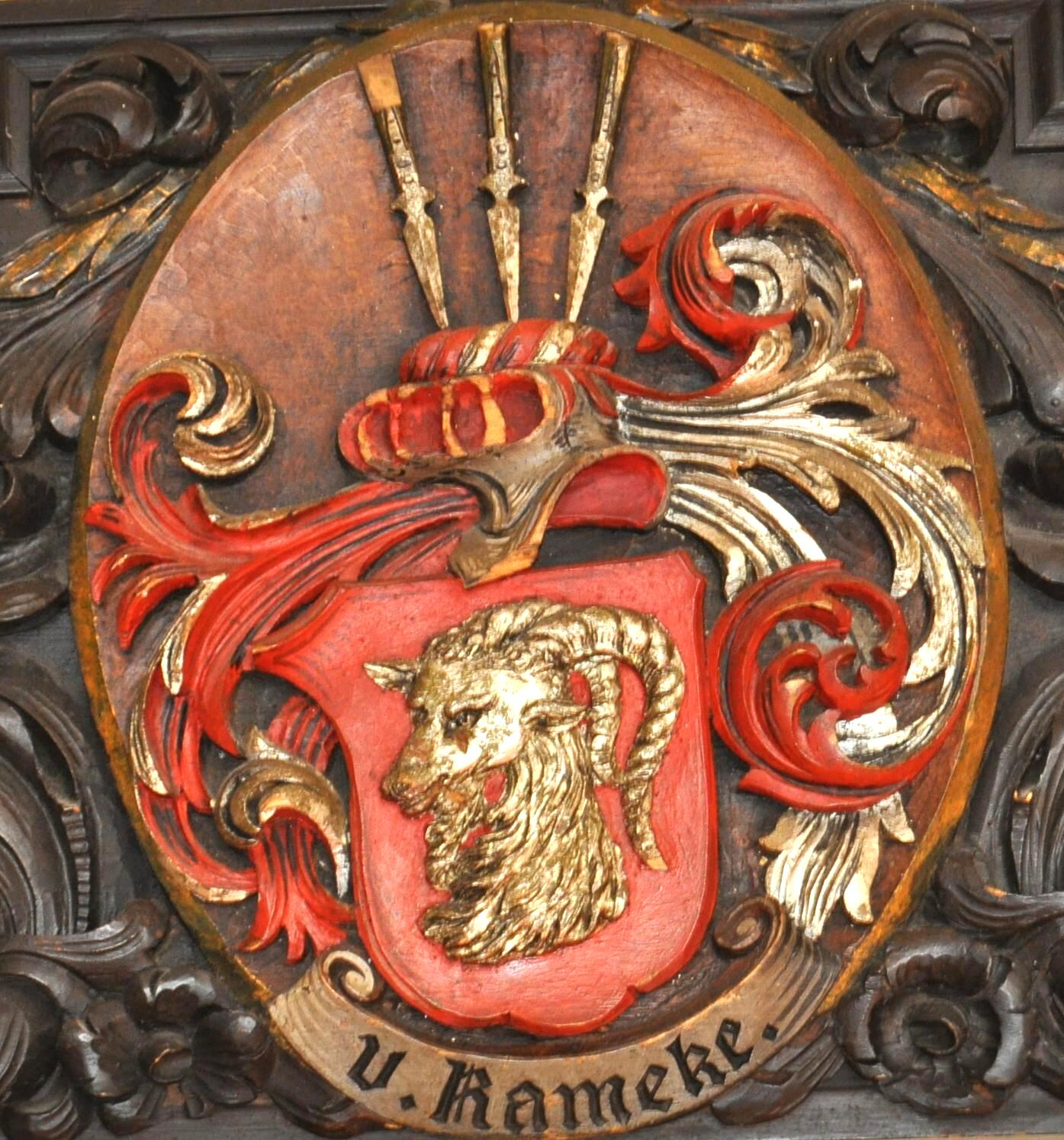
Wappen im ehemaligen Kreishaus in Greifswald

Das Stammwappen zeigt in Rot einen rechts gekehrten, silbernen Steinbockskopf samt Hals. Auf dem Helm sind drei gestürzte silberne Sauspieße (Saufedern bzw. Knebelspieße). Die Helmdecken sind rot-silbern.
Denselben Wappenschild führen die wohl stammesverwandten von Bonin.

## Bekannte Familienmitglieder
- Albert von Kameke (1795–1860), Landrat des Kreises Schlawe
- Alexander von Kameke (Finanzrat) (1743–1806), preußischer Oberfinanz-, Kriegs- und Domänen-Rat
- Alexander von Kameke (General) (1825–1892), preußischer Generalleutnant
- Alexander von Kameke (Jurist) (1887–1944), deutscher Jurist und Gutsbesitzer
- Albrecht von Kameke (1831–1897), Generallandschaftsdirektor von Pommern, Mitglied des Preußischen Abgeordnetenhauses
- August Adolph von Kamecke (1724–1779), preußischer Major und Kommandeur des Grenadier-Bataillons alt-Kameke
- Carl Sigismund von Kameke (1730–1795), preußischer Generalmajor und Kommandant von Küstrin, Ritter des Ordens Pour le Mérite
- Christoph Henning von Kameke (1737–1812), preußischer Generalmajor
- Egon von Kameke (1881–1955), Maler
- Ernst Bogislav von Kameke (1674–1726), deutscher Politiker
- Ernst-Ulrich von Kameke (1926–2019), deutscher Kirchenmusiker, Organist und Komponist
- Friedrich von Kameke (1870–1921), deutscher Konteradmiral
- Friedrich Wilhelm von Kameke (1718–1770), Landrat des Kreises Fürstenthum von 1763 bis 1767
- Georg von Kameke (General, 1770) (1770–1837), preußischer Generalleutnant
- Georg von Kameke (General, 1817) (1817–1893), preußischer General der Infanterie, Kriegsminister
- Henning Georg von Kameke (1683–1737), preußischer Offizier, Ritter des Ordens De la Générosité
- Hermann von Kameke (General, 1819) (1819–1889), preußischer General der Infanterie
- Hermann von Kameke (General, 1822) (1822–1900), preußischer Generalmajor
- Karl von Kameke (1763–1842), preußischer Generalleutnant, Kommandeur von Danzig, Ritter des Ordens Pour le Mérite
- Karl Otto von Kameke (1889–1959), Ministerialdirektor a. D., Präsident der Deutschen Evangelischen Bahnhofsmission, Eigentümer der Villa Metz in Potsdam
- Kartz von Kameke-Streckenthin (1866–1942), Kartoffelzüchter
- Kuno von Kameke (1847–1913), preußischer Generalmajor
- Leopold Georg von Kameke (1725–1781), preußischer Major und Kommandeur des Grenadier-Bataillons „Jung-Kameke“
- Otto Felix Friedrich von Kameke (1709–1775), Gutsbesitzer und Landrat des Kreises Schlawe
- Otto von Kameke (1826–1899), deutscher Kunstmaler
- Paul Anton von Kameke (1674–1717), preußischer Generalmajor, Grand maitre de la Maison Royale, Ritter des Schwarzen Adlerordens
- Peter Paul von Kameke (1861–1927), preußischer Generalmajor
- Peter von Kameke (1541–1615), herzoglich pommerscher Hofmarschall und Geheimer Rat
- Sophie von Kameke, geb. von Brünnow (1675–1749), Oberhofmeisterin der preußischen Königin Sophie Dorothea

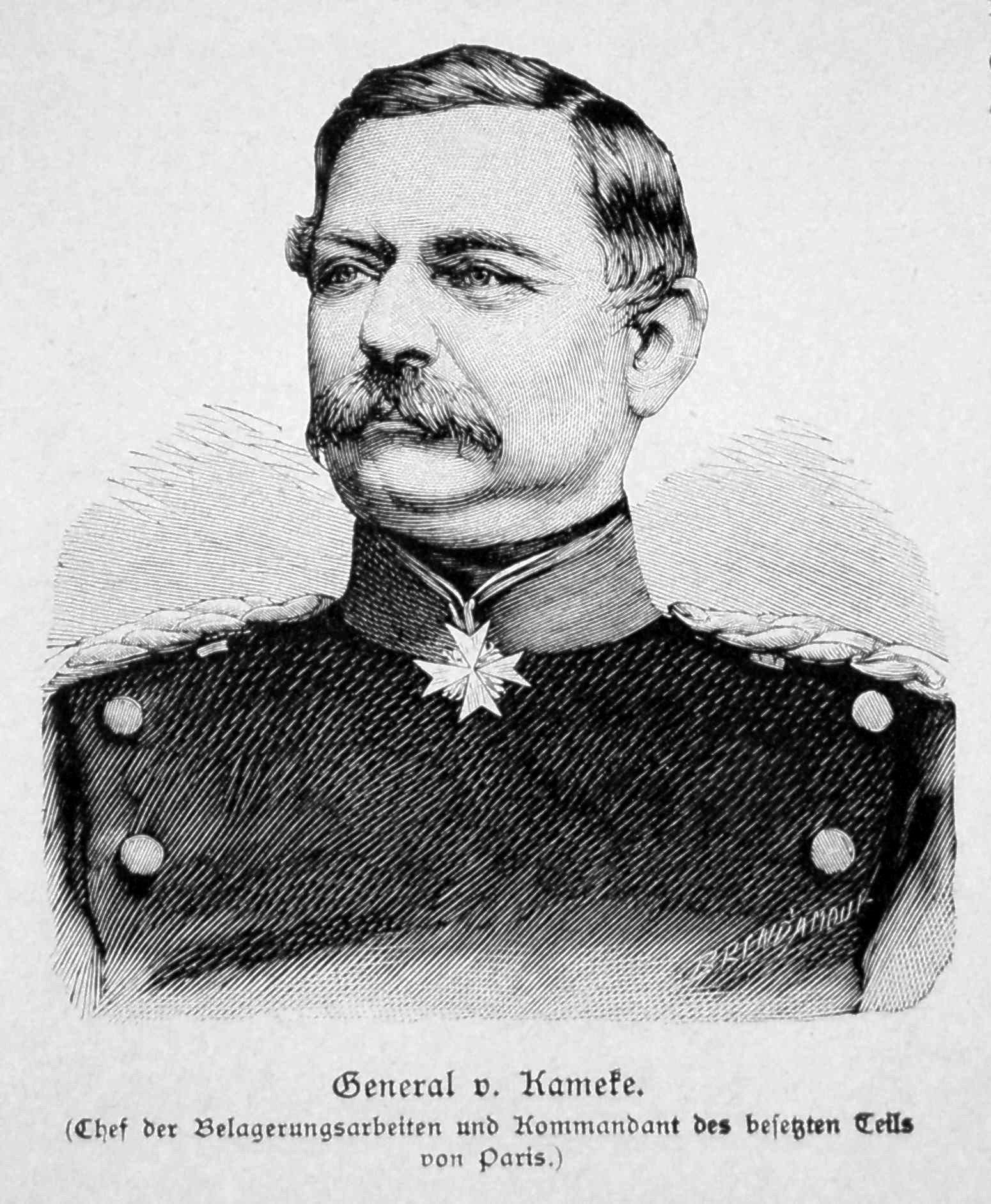
Georg von Kameke
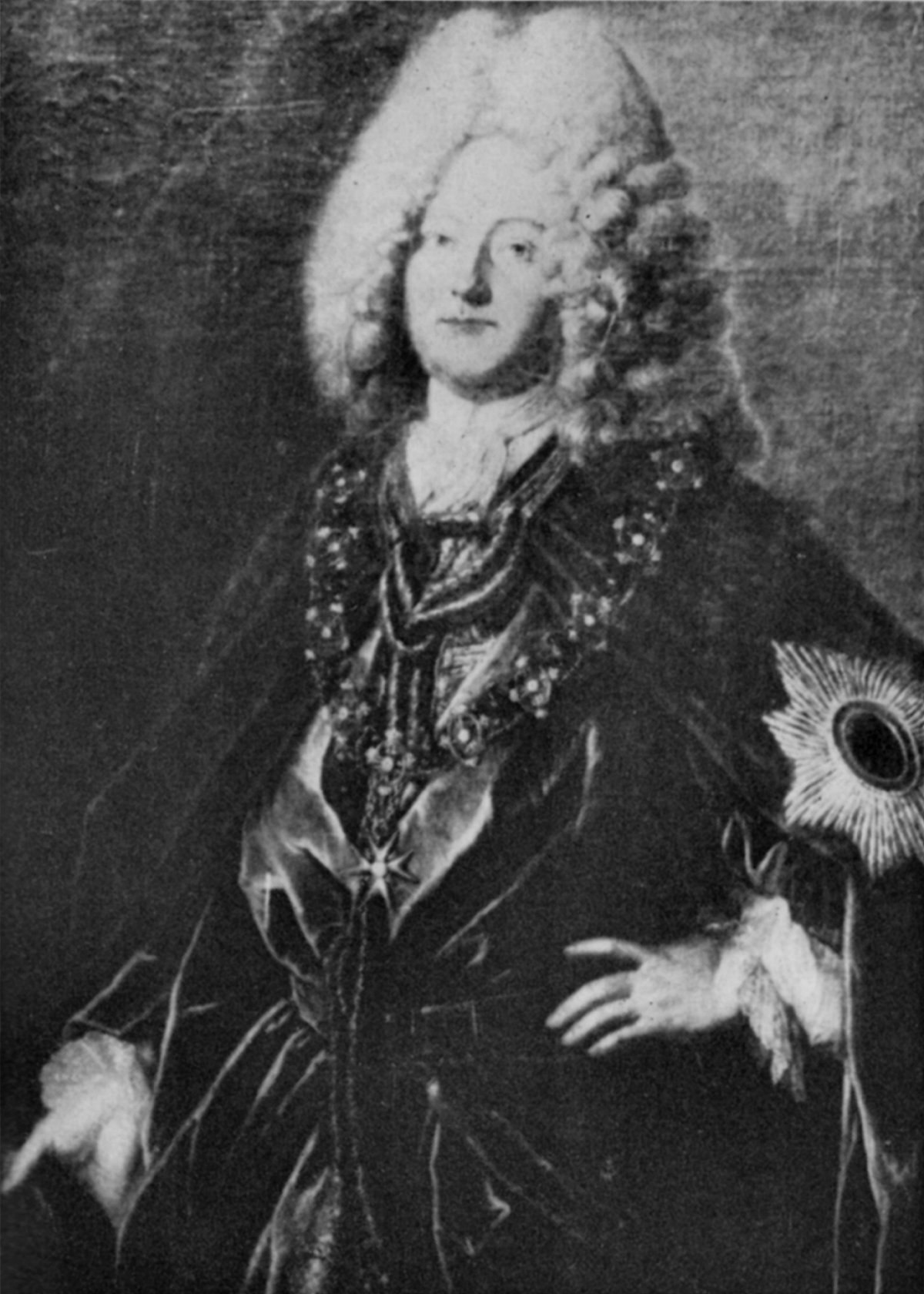
Ernst Bogislav von Kameke
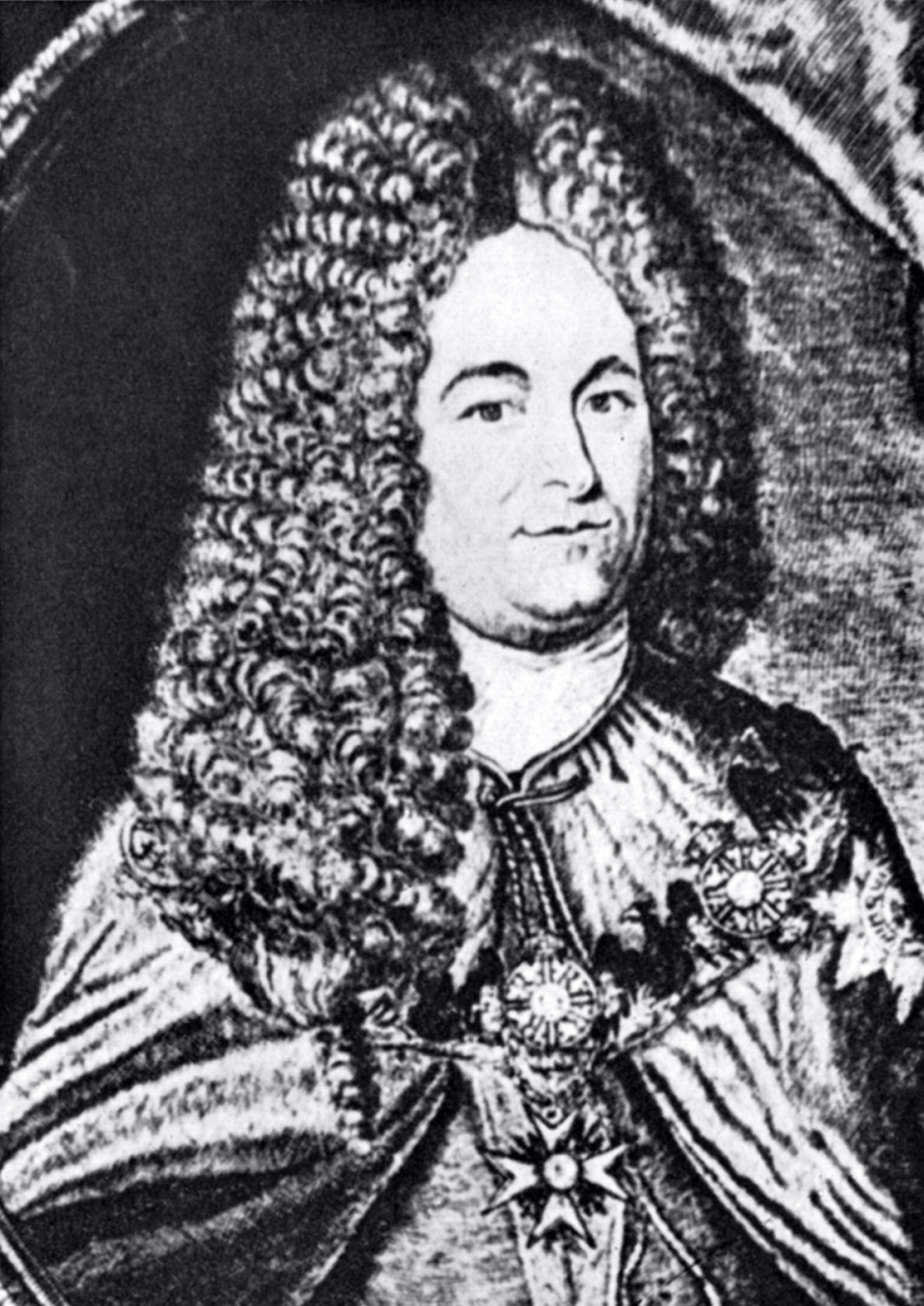
Paul Anton von Kameke